# Amphicoelias
Amphicoelias (din greaca veche ἀμφί, amphi: „în ambele părți”, și κοῖλος, koilos: „gol”, „concav”) este un gen de dinozaur sauropod erbivor care a trăit în urmă cu aproximativ 150 de milioane de ani în timpul Titonianului (perioada Jurasicul târziu) unde astăzi este Colorado, Statele Unite. Amphicoelias  avea aproximativ 25 metri lungime, aproape aceeași lungime ca Diplodocus, cu care era înrudit. Membrele posterioare erau foarte lungi și subțiri, iar cele anterioare erau proporțional mai lungi decât la dinozaurii cu care se înrudea.
Specia tip Amphicoelias altus a fost descrisă de paleontologul american  Edward Drinker Cope în decembrie 1877, deși nu a fost publicată până în 1878, pe baza unui schelet incomplet format din mai multe vertebre posterioare, un pubis și un femur. Cu toate acestea, după achiziționarea și catalogarea materialului de către AMNH, Henry Fairfield Osborn și Charles Mook au descris exemplarul ca având două vertebre, un pubis, un femur, un dinte, scapula, coccisul și un al doilea femur. Materialul suplimentar, care nu este menționat de Cope, a fost găsit în apropierea holotipului și era similar cu Diplodocus, o rudă a Amphicoelias. Misiunea lor a fost pusă la îndoială de către Emanuel Tschopp et al. într-o analiză a Diplodocidae.

## Descriere

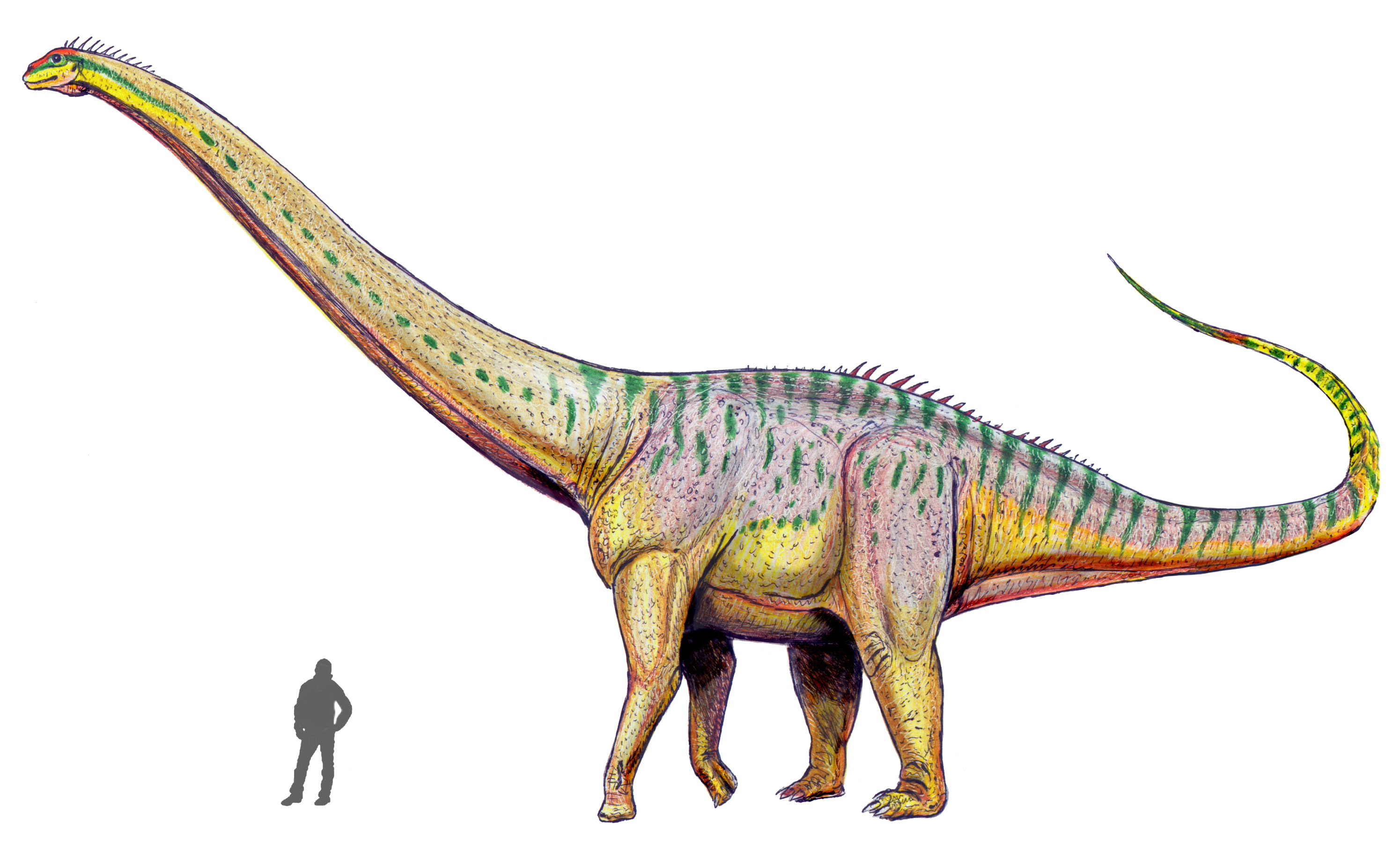
Restaurare A. altus

Paleontologii americani Henry Fairfield Osborn și Charles Craig Mook au remarcat strânsa asemănare între Amphicoelias și Diplodocus, precum și câteva diferențe cheie, cum ar fi membrele anterioare mai lungi la Amphicoelias decât la Diplodocus. Femurul Amphicoelias este neobișnuit de lung, subțire și rotund în secțiune transversală; în timp ce această rotunjime s-a crezut cândva a fi o altă caracteristică distinctivă a Amphicoelias, de atunci a fost găsită și la unele exemplare de Diplodocus. A. altus  avea dimensiuni similare cu Diplodocus estimată la 25 metri lungime.